# Football League Third Division South
Die Football League Third Division South war zwischen 1921 und 1958 – wie auch die Football League Third Division North – innerhalb der Football League eine von zwei dritthöchsten Spielklassen im englischen Fußball.

## Übersicht
Die Third Division South entstand 1921 aus der Football League Third Division, die ein Jahr zuvor von der Football League als neue eingleisige dritte englische Liga ins Leben gerufen worden war. Sie setzte sich vollständig aus der höchsten Spielklasse der Southern League zusammen, womit de facto ein langer Streit zwischen der Football League und der rivalisierenden und ambitionierten Southern League beendet wurde. Vor dem Beginn der neuen Third Division hatten sich die südenglischen Vereine deutlich in der Minderheit befunden und nur sieben Klubs (die sechs Londoner Vereine FC Arsenal, FC Chelsea, Clapton Orient, FC Fulham, Tottenham Hotspur und West Ham United sowie Bristol City) standen in der Football League 37 Mannschaften aus den Industriegebieten im Norden und den zentralenglischen Midlands gegenüber.
Mit der Bildung einer parallelen Nord-Division erhielt die ursprüngliche Third Division 1921 den Zusatz „South“. Die Third Division South ging im Vergleich zur Third-Division-Vorsaison mit nahezu identischer Besetzung in die neue Spielzeit. Neben dem Meister und Zweitliga-Aufsteiger Crystal Palace wechselte Grimsby Town in die neue „Nordliga“; die beiden Klubs wurden durch die Neulinge Aberdare Athletic und Charlton Athletic ersetzt. Eine strikte Trennung der beiden Parallel-Ligen fand nicht statt und so spielten einige Klubs aus den Midlands in der Third Division South. Dazu zählten vor allem Nottingham Forest und Notts County, obwohl das in der Nähe gelegene Derby County in der Nord-Division agierte.
Nur der Meister der Third Division South konnte in die darüber liegende Football League Second Division aufsteigen. Der Kampf um den Platz in der zweiten Liga war dementsprechend schwierig und so war das Teilnehmerfeld relativ konstant, was sich darin manifestierte, dass eine große Anzahl von Vereinen die gesamten 30 Spielzeiten der Third Division South absolvierten – zumal die Mitgliederanzahl 1950 auf 24 erhöht wurde. Die prominentesten Teilnehmer an dieser „Südliga“ waren die späteren englischen Meister Ipswich Town, Nottingham Forest und der FC Portsmouth. Ein direkter sportlicher Abstieg aus der Third Division South war nicht zu befürchten, aber der Tabellenletzte sowie der Vorletzte einer Saison mussten sich stets neu für eine „Re-election“ („Wiederwahl“) zum Spielbetrieb der Football League bewerben – dem Begehren wurde in der Regel stattgegeben.
Zwischen 1934 und 1939 spielten die Teilnehmer der Third Division South mit dem Football League Third Division South Cup einen eigenen Pokalwettbewerb aus, wobei das 1939er Finale zwischen Torquay United und dem Sieger des noch nicht ausgetragenen Halbfinalwiederholungsspiels zwischen den Queens Park Rangers und Port Vale dem Ausbruch des Zweiten Weltkriegs zum Opfer fiel.
Im Jahr 1958 verschmolzen die beiden dritten Ligen zu einer Football League Third Division und einer neuen viertklassigen Football League Fourth Division.

## Gewinner der Football League Third Division South
| Jahr | Sieger                 |
| ---- | ---------------------- |
| 1922 | FC Southampton         |
| 1923 | Bristol City           |
| 1924 | FC Portsmouth          |
| 1925 | Swansea Town           |
| 1926 | FC Reading             |
| 1927 | Bristol City           |
| 1928 | FC Millwall            |
| 1929 | Charlton Athletic      |
| 1930 | Plymouth Argyle        |
| 1931 | Notts County           |
| 1932 | FC Fulham              |
| 1933 | FC Brentford           |
| 1934 | Norwich City           |
| 1935 | Charlton Athletic      |
| 1936 | Coventry City          |
| 1937 | Luton Town             |
| 1938 | FC Millwall            |
| 1939 | Newport County         |
| 1947 | Cardiff City           |
| 1948 | Queens Park Rangers    |
| 1949 | Swansea Town           |
| 1950 | Notts County           |
| 1951 | Nottingham Forest      |
| 1952 | Plymouth Argyle        |
| 1953 | Bristol Rovers         |
| 1954 | Ipswich Town           |
| 1955 | Bristol City           |
| 1956 | Leyton Orient          |
| 1957 | Ipswich Town           |
| 1958 | Brighton & Hove Albion |